# Rafał Makowski
Rafał Makowski (Varsovia, Polonia, 5 de agosto de 1996) es un futbolista polaco que juega de defensa en el Kisvárda F. C. de la Nemzeti Bajnokság I.

## Carrera
Rafał Makowski estuvo entre 2004 y 2014 en las categorías inferiores del Legia de Varsovia, antes de ser ascendido al primer equipo en la temporada 2015-16. Hasta la fecha ha disputado siete partidos con el club polaco, además de haber sido llamado en tres ocasiones a la selección sub-18 de Polonia. En 2017 fue cedido al Zagłębie Sosnowiec de la I Liga polaca, la segunda división del país. Después de no contar para el club de la capital, Makowski fue vendido al Radomiak Radom de la II Liga de Polonia.